# 胡國 (姬姓)
胡國，國君為姬姓子爵，是在西周至春秋時代可能存在的一個諸候國。国都在今河南省漯河市郾城区、舞阳县一带，今属莲花镇韩寨胡城集村，城墙遗址或仍存在。
根據《韓非子》記載，胡國被鄭國所併。在民國時期學者提出有在媯姓胡國之外，另有姬姓胡國存在，但現代學者主流認為這個國家並不存在。

## 概論
姬姓胡國的說法源自《韓非子》中的一段記載，鄭武公曾說胡國為兄弟之國，後襲擊胡國，將它併吞。因為鄭國為姬姓，中華民國學者楊伯峻與陳槃等，認為在媯姓胡國之外，另外存在一個姫姓胡國，並根據《史記正義》將它的領土定於豫州。
中華人民共和國學者晏昌貴、裘錫圭等，在考證後，認為史上並沒有姬姓胡國，而是胡國的誤傳。胡國原本封地在今河南省郾城縣，在春秋初期遷至安徽省阜陽，因此出現二個胡國的說法。